# Анджеевский, Богумил Виталис
Богумил Виталис Анджее́вский (пол. Bogumił Witalis Andrzejewski; 1 февраля, 1922, Познань, Польша — 1 декабря, 1994) — британский африканист, профессор кушитских языков и литературы, один из участников стандартизации латинизированной орфографии сомалийского языка.

## Биография
Родился в Польше. Во время Второй Мировой Войны участвовал в боевых действиях в Африке в составе Бригады карпатских стрелков. После войны переселился в Англию. В 1946 году женился. Учился в Восточном колледже в Оксфорде и в Школе Восточных и африканских исследований Лондонского университета.